# Henry Lewis
Pour les articles homonymes, voir Lewis.
Henry Jay Lewis (Los Angeles, 16 octobre 1932 – New York, 26 janvier 1996) est un contrebassiste et chef d'orchestre afro-américain. À seize ans, il rejoint l'orchestre philharmonique de Los Angeles, et devient le premier afro-américain instrumentiste d'un grand orchestre symphonique.

## Biographie
Originaire de Los Angeles, en Californie, Lewis fréquente l'université du Sud de la Californie. Il apprend le piano et les instruments à cordes et à seize ans, il rejoint l'Orchestre philharmonique de Los Angeles, devenant le premier noir instrumentiste dans un grand orchestre symphonique. Après six années au poste de contrebassiste dans l'orchestre de Los Angeles, il joue au pupitre des contrebasses et se produit avec l'Orchestre symphonique de la septième armée en Allemagne et aux Pays-Bas, tout en effectuant son service dans les forces armées américaines (1955-1956).

### Carrière
En 1961, Lewis gagne une reconnaissance nationale aux États-Unis, lorsqu'il est nommé chef assistant de l'Orchestre philharmonique de Los Angeles sous la direction de Zubin Mehta, un poste qu'il occupe de 1961 à 1965. En 1963, il voyage avec son orchestre en Europe, sous les auspices du département d'État. En 1968, après son retour aux États-Unis, Lewis fonde l'Orchestre de chambre de Los Angeles. Puis, il est nommé à la tête du Orchestre symphonique du New Jersey, à Newark en tant que  chef d'orchestre et directeur musical, conduisant un petit ensemble communautaire à la reconnaissance nationale. Il est le premier afro-américain à diriger un grand orchestre symphonique. Il fait ses débuts au Metropolitan Opera en 1972 et, après avoir quitté l'orchestre du New Jersey en 1976, il part en tournée en tant que chef d'orchestre invité dans toutes les grandes maisons d'opéra. De 1989 à 1991, lorsque Kees Bakels lui succède, il est le chef d'orchestre principal de l'orchestre symphonique de la radio des Pays-Bas (Hilversum).
Lewis est mort d'une crise cardiaque en 1996, à l'âge de 63 ans.

### Vie personnelle
De 1960 à 1979, Lewis est marié à la cantatrice Marilyn Horne, qui lui rend crédit de lui devoir le développement initial de sa carrière de chanteuse. Ils vivaient ensemble à Echo Park, en Californie et une fille, Angela, est née de leur union.